# Франк Уудс
Франк Уудс (на английски: Frank E. Woods) е американски сценарист и кинокритик от ерата на нямото кино.
В периода от 1908 до 1925 г. пише сценарии за 90 филма. Уудс става сценарист най-напред в „Байъграф Къмпани“.
Той е също сред първите филмови критици. Неговият принос като автор към филмовата критика е обсъден в документалния филм „За любовта към филмите: Историята на американската филмова критика“ от 2009 г. Известен е със сътрудничеството си със сценариста Дейвид Уорк Грифит, включително с общата им работа по сценария на „Раждането на една нация“.
Погребан е в гробището „Холивуд Форевър“ в Холивуд.
Уудс е сред 36-те основатели на Академията за филмово изкуство и наука.

## Избрана филмография
- „След много години“ (1908 г.)
- „Едгар Алън По“ (1909 г.)
- „Джоунс и новите му съседи“ (1909 г.)
- „Господин Джоунс има гости“ (1909 г.)
- „Господин Джоунс играе карти“ (1909 г.)
- „Възкресение“ (1909 г.)
- „Запечатаната стая“ (1909 г.)
- „В Малката Италия“ (1909 г.)
- „Първоаприлската шега на Присила“ (1911 г.)
- „Присила и чадърът“ (1911 г.)
- „В дипломатически кръгове“ (1913 г.)
- „Ричард Лъвското сърце“ (1923 г.)